# ISO 3166-2:CR
ISO 3166-2:CR is een ISO-standaard met betrekking tot de zogenaamde geocodes. Het is een subset van de ISO 3166-2 tabel, die specifiek betrekking heeft op Costa Rica. Voor Costa Rica worden hiermee de provincies gedefinieerd.
De gegevens werden tot op 27 november 2015 geüpdatet op het ISO Online Browsing Platform (OBP). Hier worden 7 provincies - province (en) / province (fr) / provincia (es) gedefinieerd.
Volgens de eerste set, ISO 3166-1, staat CR voor Costa Rica, het tweede gedeelte is een één- of tweeletterige code.

## Codes
| Code  | Naam       |
| ----- | ---------- |
| CR-A  | Alajuela   |
| CR-C  | Cartago    |
| CR-G  | Guanacaste |
| CR-H  | Heredia    |
| CR-L  | Limón      |
| CR-P  | Puntarenas |
| CR-SJ | San José   |